# Domenico Monterisi
Domenico Monterisi (Cerignola, 5 dicembre 1920 – Trepoli, Albania, 24 febbraio 1941) è stato un calciatore italiano.

## Biografia
Nasce a Cerignola da Salvatore e Lucia Lobuono. Primo di sei figli, all'età di quattordici anni lavora come muratore con il padre. Successivamente è impiegato come dattilografo presso lo studio dell'avvocato Caradonna, nella sua città natale.
A diciassette anni esordisce in serie C nel 1937. Nel 1939, nel campionato di I Divisione, diviene titolare nella posizione di attaccante centrale, realizzando numerose reti.
Nel 1940 parte per il militare ed è assegnato ad una caserma umbra, qui disputerà alcune partite nel Perugia prima di partire per il fronte greco-albanese nel gennaio del 1941. Dopo circa un mese, viene ucciso per salvare la vita a un suo commilitone.
Il nominato fante è morto in seguito a ferite multiple riportate in combattimento ed è stato sepolto a Trepoli (Beratà-Albania), cimitero reggimentale, pendice quota 789 tomba n.32»
(Referto riportato sull'atto di morte)

Croce di Guerra al valor Militare.

Decorato con Croce al valor Militare, a lui è intitolato il campo sportivo della città natale (ex Campo Sportivo Littorio).
Nel 2003, dopo sessantadue anni, i suoi resti conservati al Sacrario Militare d'Oltremare di Bari, sono tornati a Cerignola per essere conservati nel cimitero locale.